# ساسکوهانا تریلز (پنسیلوانیا)
ساسکوهانا تریلز (به انگلیسی: Susquehanna Trails) یک منطقه مسکونی در ایالات متحده آمریکا است که در شهرستان یورک، پنسیلوانیا واقع شده است. ساسکوهانا تریلز ۸٫۲ کیلومتر مربع مساحت و ۲٬۲۶۴ نفر جمعیت دارد.